# ミアリティアナ・クレール
ミアリティアナ・クレール（Mialitiana Clerc、2001年11月16日 - ）は、マダガスカルのアルペンスキー選手。アンタナナリボ州アンボヒドラトリモ出身。1歳の時、フランスの家族の養子となった。2018年平昌オリンピックのアルペンスキー女子大回転、回転に出場し、マダガスカル初の冬季オリンピック女子選手となった。開会式では旗手を務めた。2022年北京オリンピックでも同種目に出場し、開会式では同じくアルペンスキー選手のマチュー・ノイミュラーと共に再び旗手を務めた。

## 主な戦績
| 年   | 大会                     | 開催地 | 種目   | 順位 | 記録      | 備考 |
| ---- | ------------------------ | ------ | ------ | ---- | --------- | ---- |
| 2018 | オリンピック             | 平昌   | 大回転 | 48位 | 2分39秒00 |      |
| 2018 | オリンピック             | 平昌   | 回転   | 47位 | 2分00秒27 |      |
| 2019 | アルペンスキー世界選手権 | オーレ | 大回転 | 50位 | 2分16秒46 |      |
| 2019 | アルペンスキー世界選手権 | オーレ | 回転   | 40位 | 2分20秒25 |      |
| 2022 | オリンピック             | 北京   | 大回転 | 41位 | 2分16秒02 |      |
| 2022 | オリンピック             | 北京   | 回転   | 43位 | 2分02秒88 |      |